# کنجی کیمورا
کنجی کیمورا (انگلیسی: Kenji Kimura؛ زادهٔ ۱۹ ژوئیهٔ ۱۹۴۵) بازیکن والیبال اهل ژاپن است.